# Бахрам Муртазалієв
Бахрам Саіт-Хамзатович Муртазалієв (нар. 2 січня 1993, Грозний, Чечня, Росія) — непереможний російський боксер-професіонал, який виступає в першій середній ваговій категорії. Діючий чемпіон світу в першій середній вазі по версії IBF.